# Holtap-karpet

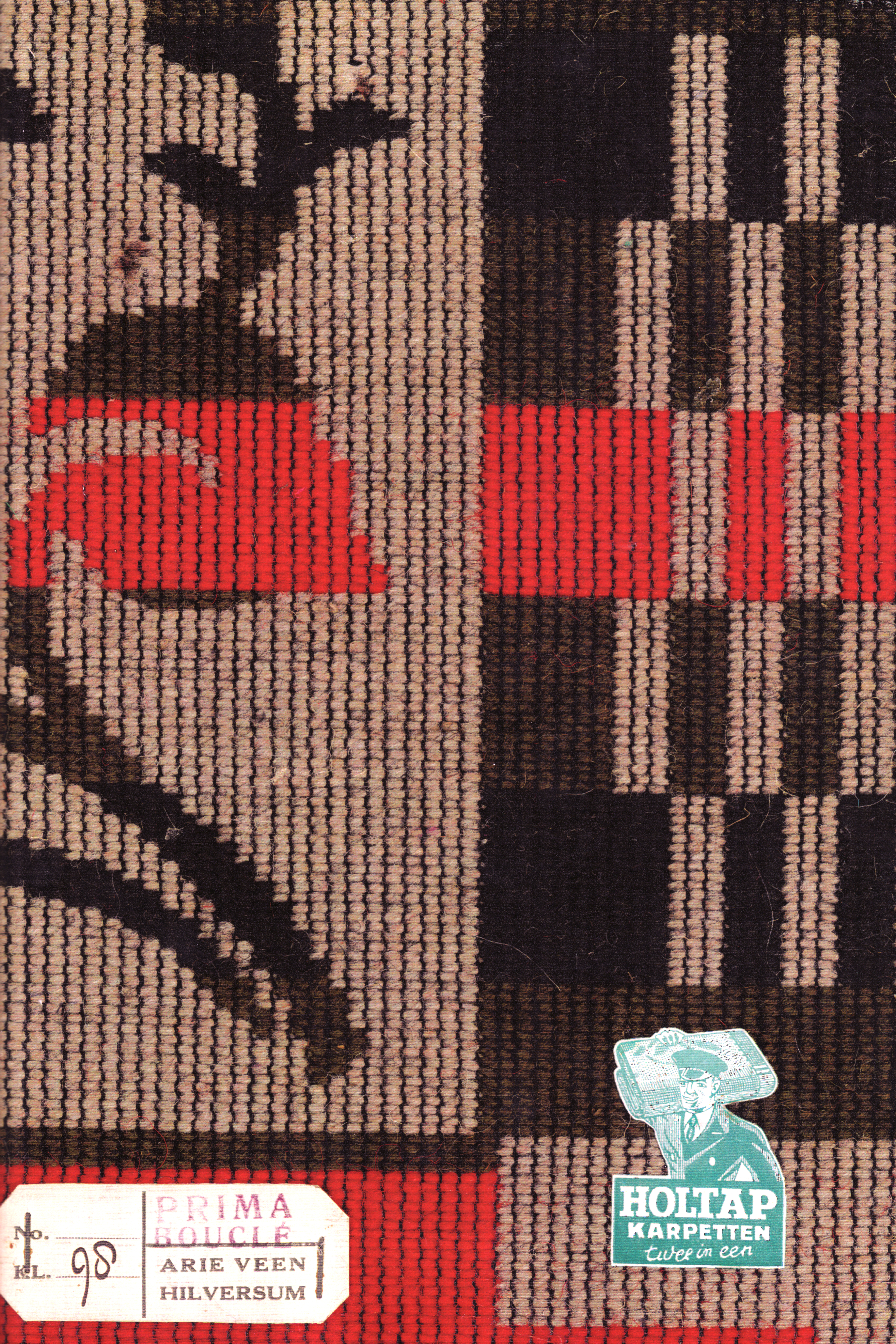
Holtap-karpet

Holtap-karpetten zijn een voorloper van het huidige, "kamerbrede", tapijt. Vroeger werden ze  voornamelijk gebruikt in gangen en als traplopers in Nederlandse woningen.

## Geschiedenis
Het Holtap-karpet is een vervolgontwikkeling geweest op de zogenaamde "Schotse Tapijten". Deze naam duidt niet op tapijt uit Schotland, maar geeft de rechthoekige patronen aan. Denk aan de uitdrukking "schots en scheef'. Dit soort eenvoudige patronen ontstond eind 18e eeuw door middel van een bepaalde inrijging in 4 of meer kammen of schaften, tot 12 aan toe. Eerst bij de invoering van de jacquard konden meer ingewikkelde patronen worden geweven.
De naam "Holtap" (Hollandse Tapijten) werd, om markttechnische redenen, ingevoerd als tegenhanger van het "Tapis Beige". Het patroon en inkleuring was aan de ene zijde het spiegelbeeld van de andere zijde, waardoor beide zijden bruikbaar waren. Vandaar de slogan in jaren twintig en dertig "Twee in een Karpet". Tapijtfabriek Arie Veen gebruikte de variant "Twee in een bij Arie Veen.". Dit type weefsel leende zich goed voor de handweverij. Tot 1840 was het eenvoudig van patroon, meestal in blokken of kleurbanden. Het weefsel bestaat uit een zwart geverfde jute vulketting, verbonden met de jacquard, waarmee het patroon gemaakt werd, en een zwart geverfde katoenen bindketting. Met de meerkleurige inslag werd het patroon zichtbaar. De jacquard bepaalde welke draden van de jute vulketting omhoog of omlaag in het vak gebracht moesten worden, waarna de inslag boven of onder de kettingdraden gelegd werd. De twee katoenen kettingdraden, bediend vanuit kammen of schaften, bonden de inslagen in. Rond 1880 werden in Hilversum de eerste machinaal aangedreven weefgetouwen aangeschaft, overwegend van het fabricaat "Schönherr-Chemnitz".

## Holtap-weefgetouw

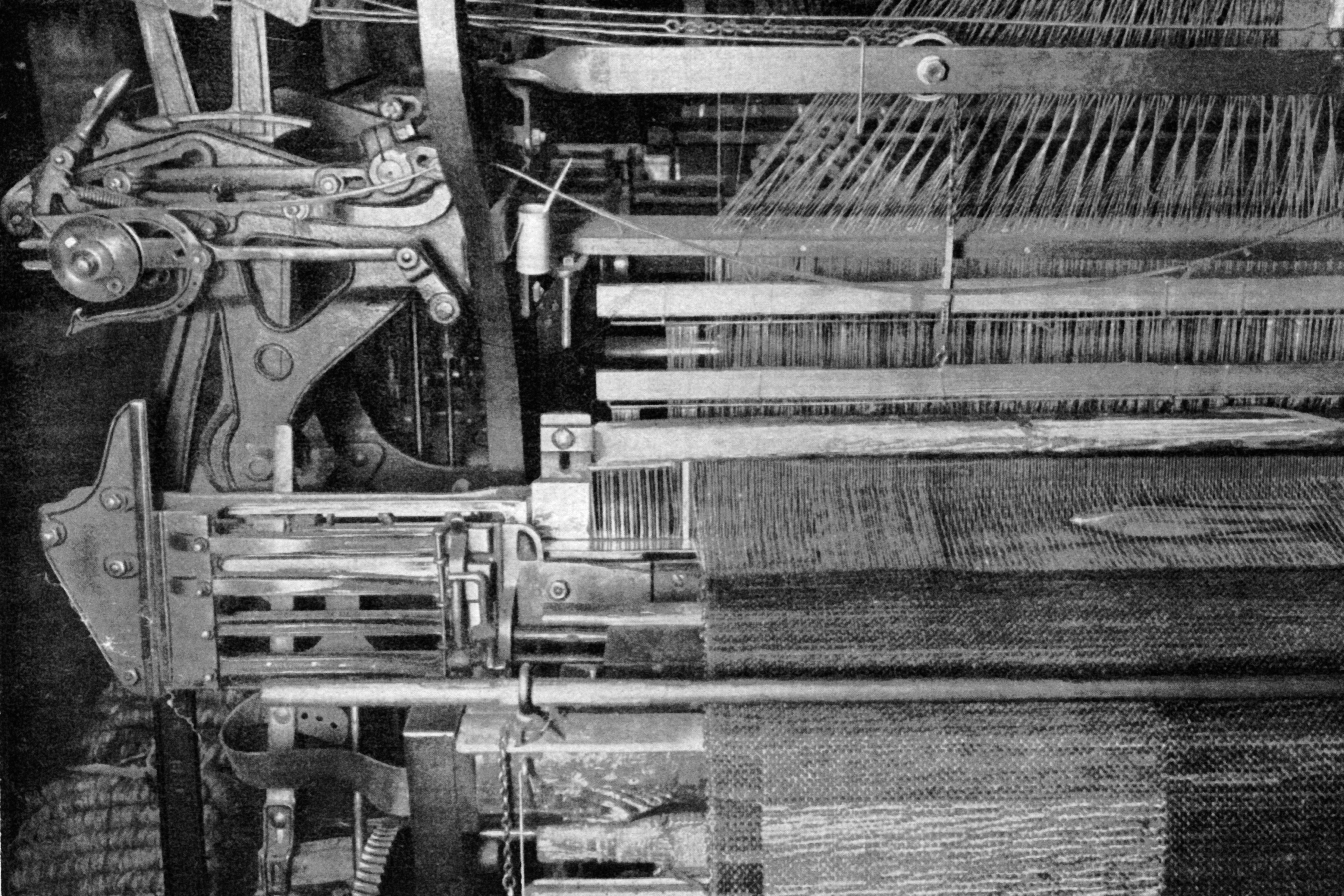
Schönherr-Chemnitz-weefgetouw

De foto rechts toont een Holtap- of Tapis Beige-getouw, fabricaat "Schönherr Chemnitz". Men ziet de schaftaandrijving met de van het jacquard komende besturingsdraden, harnas genoemd, en de mogelijkheid van 7 kleuren (inslagspoelen), dat wil zeggen links en rechts 4 spoelposities min 1, deze lege positie moet de gebruikte spoel opvangen.
Sinds 1880 zijn er van dit type en fabricaat honderden in de tapijtindustrie van Hilversum in gebruik geweest.

## Afbeeldingen

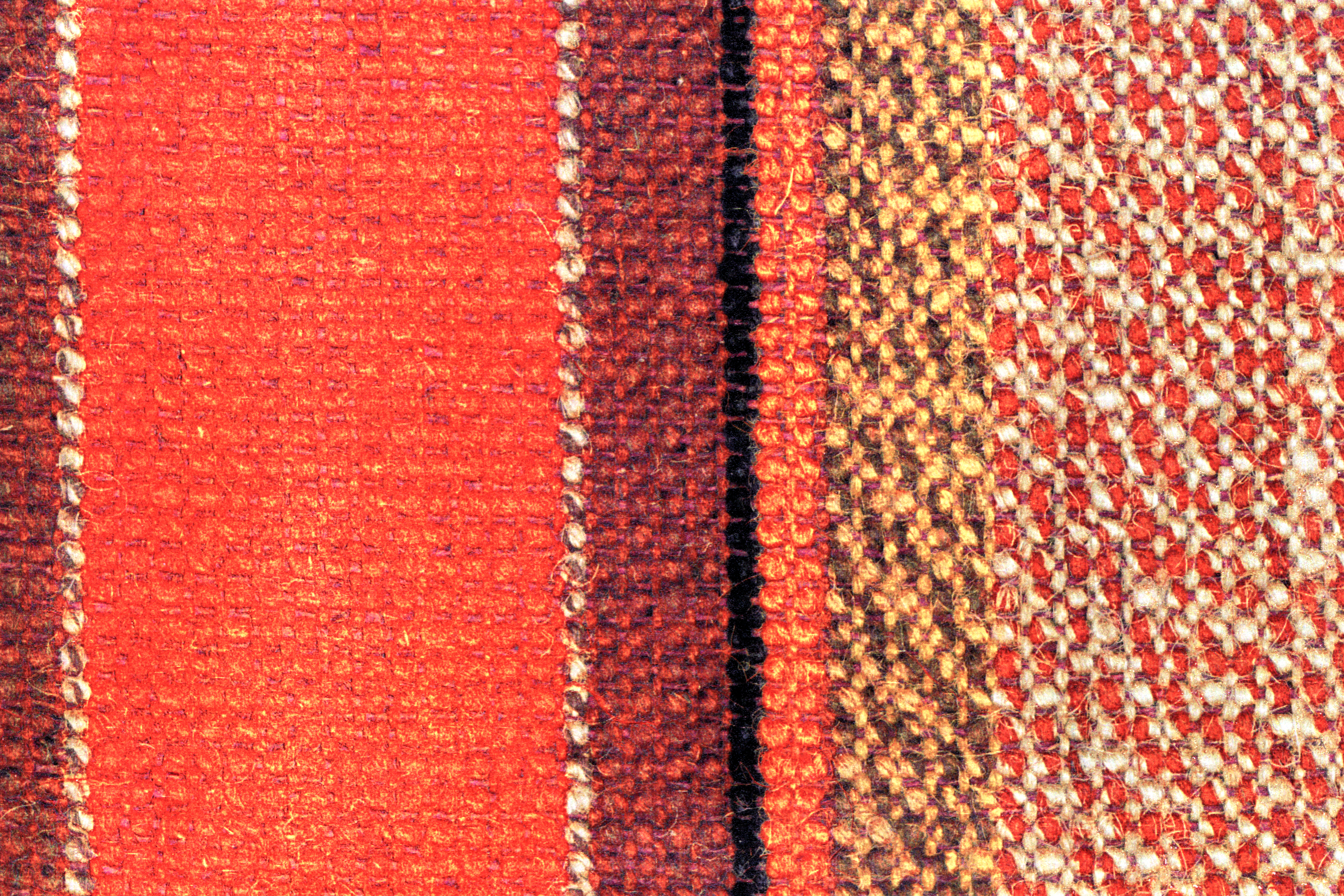
Jute Bouclé-loper
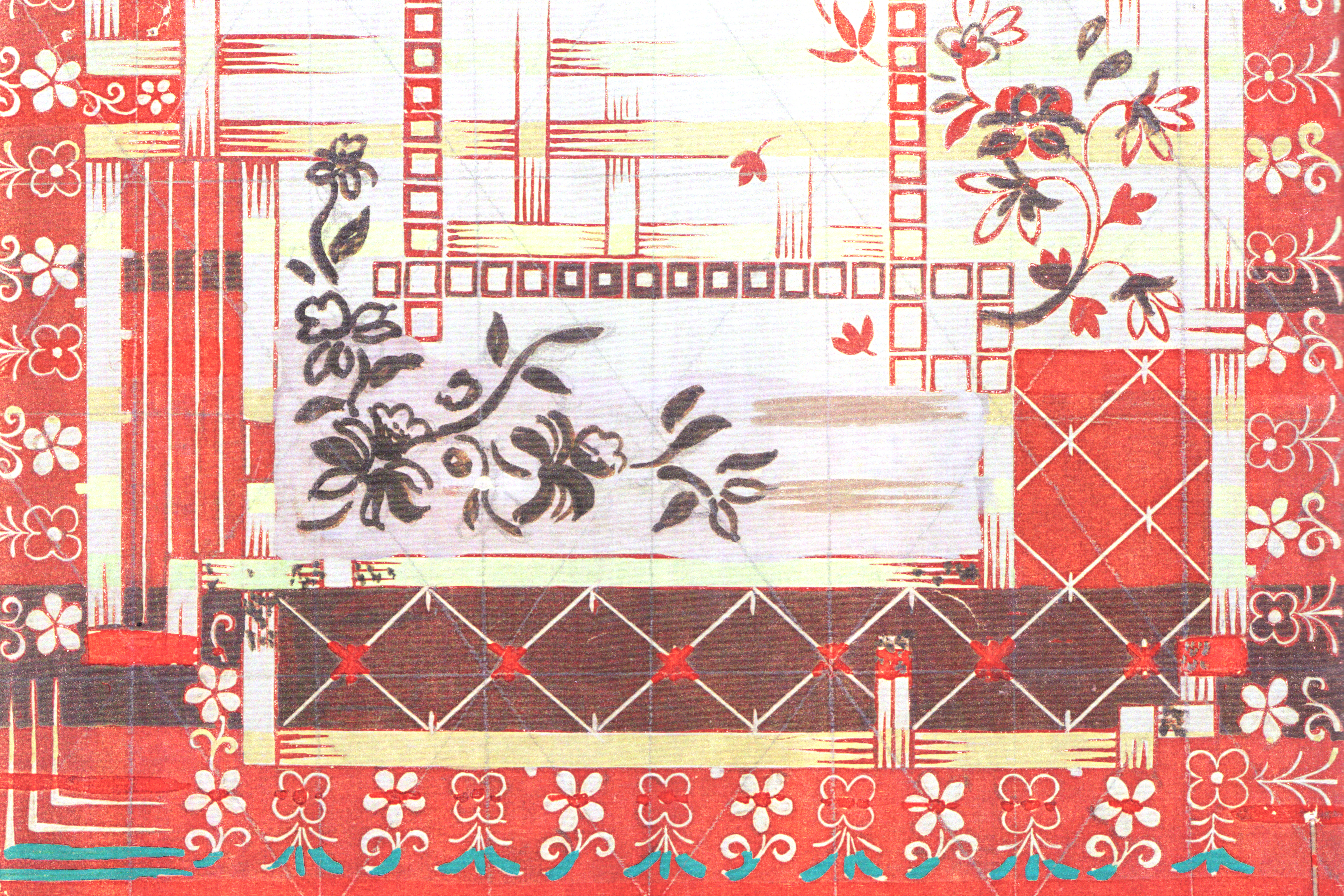
Holtap-karpetontwerp